# Caboledo
Caboledo é uma cidade e município angolano que se localiza na província de Ícolo e Bengo.
Anteriormente uma vila-comuna do município de Quissama, em 5 de setembro de 2024 foi elevada a condição de cidade e município da nova província de Ícolo e Bengo.
O município é constituído apenas pela comuna-sede.
Seu nome faz referência ao principal marco geográfico do município, o Cabo Ledo. Foi, inclusive, neste cabo que, em 1648, desembarcou a frota que, vinda do Brasil, recuperou Angola para o domínio português, após sete anos sob dominação neerlandesa.
A economia da localidade possui vocação muito forte para o turismo natural e para a prática de desportos marítimos, atividades garantidas pelas suas praias ao longo da enseada do Cabo Ledo e pelas enormes falésias que cercam a referida enseada.